# 京张铁路
- 關於现在运营的铁路，請見「京包铁路」。
- 關於來往北京与张家口的高速铁路，請見「京张城际铁路」。

京张铁路是第一条由中国人自行设计建造的铁路，位于中国北京市和河北省张家口市境内。本線由直隶总督袁世凯和会办大臣胡燏棻于1905年上奏请求筹办，并于当年开始修建，由詹天佑担任总工程师。在修造过程中，詹天佑采用“人”字形线路的方式缩短八达岭隧道的修造长度，并在开凿八达岭隧道的过程中利用竖井加大工作面，加快工程进度。
1909年，京张铁路正式通车，全线从丰台柳村为起点，经关沟至张家口站，全长201.2公里，共建造14个车站、4条隧道和125座桥梁。1912年，京张铁路关沟段新建4座会让站。1916年，京张铁路被并入京绥铁路中，并于中华人民共和国成立后被并入京包铁路。
此后，由于北京市内交通运行需要，北京市五环内的京张铁路几乎全部被拆除。1995年，原西直门站站房被列为北京市文物保护单位。2013年，京张铁路南口至八达岭段被列为全国重点文物保护单位。2016年，为配合京张城际铁路建设，北京市五环内的京张铁路剩余部分全部被拆除。

## 历史

### 背景
19世纪末期，中国的铁路修筑权和矿山开采权成为了西方国家的主要攫取对象。1895年，光緒帝下诏称要“力行实政”，其中修铁路被列为首位。此后，英国和俄国争夺中国北方的筑路权，但最终被清政府于1898年回绝。1899年前后，山海关内外铁路总工程司英国人金达草测了北京到张家口的铁路。这引起了英国和俄国对内蒙古地区的控制权的争夺。俄国向清政府要求建造北京到张家口的铁路，但未被清政府允许。
1899年6月1日，俄国强迫清政府答应北京以北或东北地区修建铁路时，若有来自除中国和俄国的其他国家的公司参与建造，清政府必须先与俄国政府或公司商议相关事宜。
八国联军侵华后，清政府与英国签订《英国交还关内外铁路章程》和《关内外铁路交还以后章程》，将山海关内外80英里以内和丰台至长城向北的铁路修筑方限定于英方和中方。此后俄国和法国对《关内外铁路交还以后章程》提出交涉，最终确定北京以北的各条支路，和北京至张家口的铁路均只得由中资修建，外资不得介入，修建完成的铁路及其收入不得抵押给外国:31-32。

### 規劃
1903年，商人李明和向铁路矿物总局提请修築北京到张家口的铁路，随后商人李春也提请同样的事宜，但二人均无法如实报告自己的资金多少和资金来源，最终二人的提请均被清政府驳回。当年9月，御史瑞琛提议商办京张铁路，该提议再次被驳回。鉴于以上提请的出现，清德宗下令官办京张铁路，民间不得再提出任何商办的请求:911-913:32。
1905年，直隶总督袁世凯和会办大臣胡燏棻奏准筹办京张铁路，预算经费500万两白银，预计耗时4年，并由关内外铁路的盈余中每年提100万两白银投入建设，盈余提取之后可从庚子赔款中补偿80万兩给关内外铁路:271，该奏本于当年2月批复同意:32-33;410。
对于总工程司的人选，梁敦彦向袁世凯推荐詹天佑，袁世凯也采纳了该建议。同年5月初，清政府任命陈昭常为京张铁路总办，任命詹天佑为会办兼总工程司，并在天津设立京张铁路总局，在北京阜成门内设立京张铁路分局:32-33;410。詹天佑随即带领中国工程学员徐文洄和张鸿诰从丰台东的柳村开始实地勘测线路:205，经南口过关沟至八达岭，5月31日勘测至张家口，并初选张家口站站址。詹天佑随后走访张家口当地都统溥仲鲁等官员，并确定了张家口站的确切选址位置。
6月3日，詹天佑带领两名队员进行线路回测，相比初测，本次回测路程更远，且未能降低坡度，建设成本高于初测线路，这条回测线路在当时仅被作为一条比较线路。6月23日，詹天佑还曾带队由青龙桥绕黄土岭抵达小张家口，这条路线因造价问题也被舍弃。6月底，詹天佑回到京张铁路总局，并制定关沟段的线路施工方案，工期确定为4年，并规划了京张铁路可承受的客货运量及相应票价、用煤等运行方案。同时詹天佑还提报了京张铁路的施工预算，共计7,291,860两白银，但这一预算因与先前奏折出入太大而被袁世凯要求重算。袁世凯要求詹天佑将预算压缩至600万两白银以内，并将机车、车辆费用另行奏请，总务费用等丰台至南口段完工营业后再解决。随后詹天佑将上报预算减至5,724,160两白银。
8月3日，京张铁路正式开始定测，8月30日定测完成。9月，京张铁路工程局于北京阜成门外成立，詹天佑继续担任会办兼总工程司。1907年时，京张铁路总局迁入阜成门内京张铁路分局内，分局取消。同年陈昭常调任吉林巡抚，詹天佑升任总办，关冕钧接任京张铁路总局会办。关冕钧随即着手制定包括行车、指挥等操作在内的所有京张铁路运行相关守则:33-34;410;424。

### 修建
1905年10月2日，京张铁路正式开工:17。工程分三段进行。

#### 第一段：丰台至南口

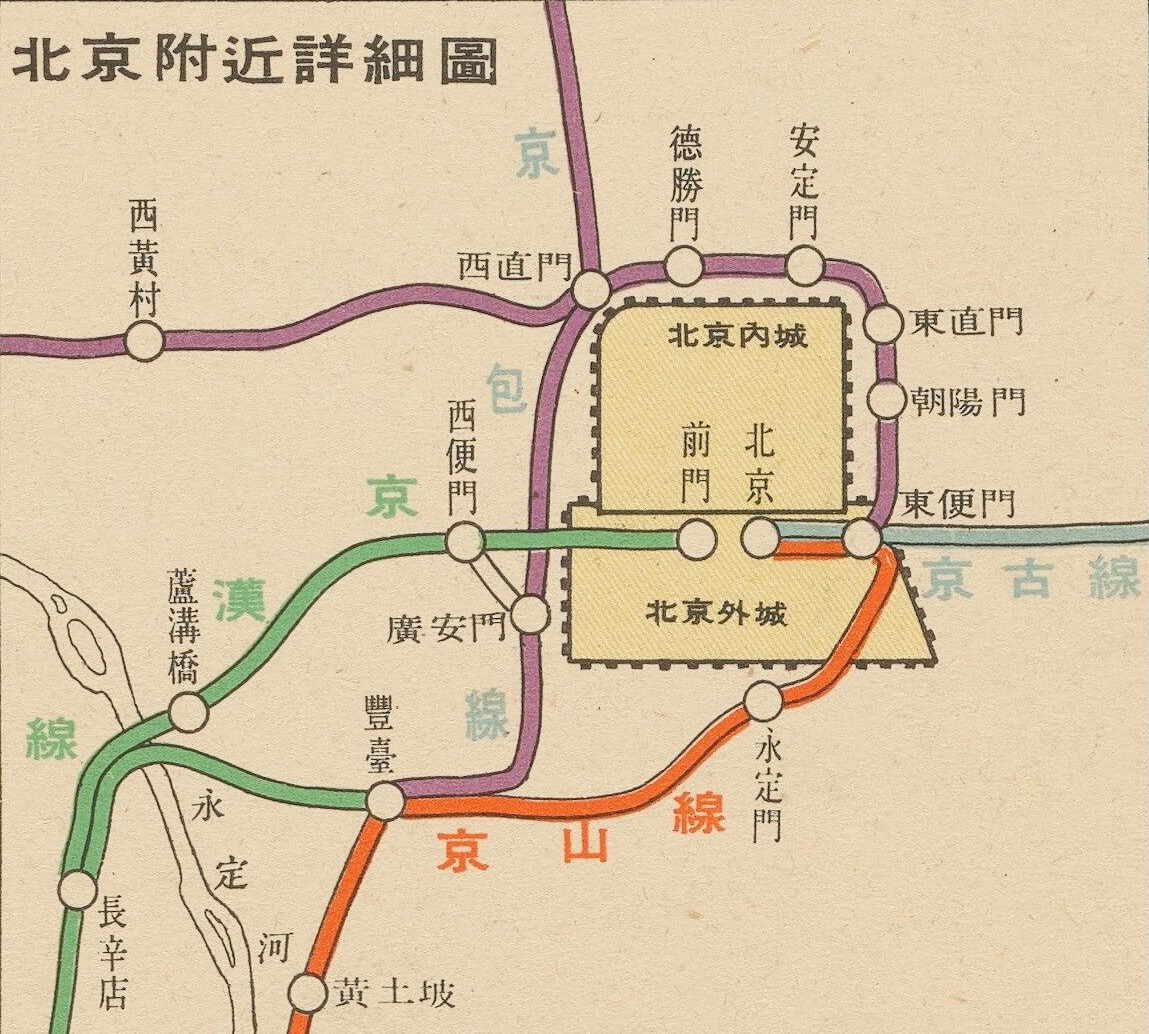
1938年的华北交通丰台站附近铁路线路详图

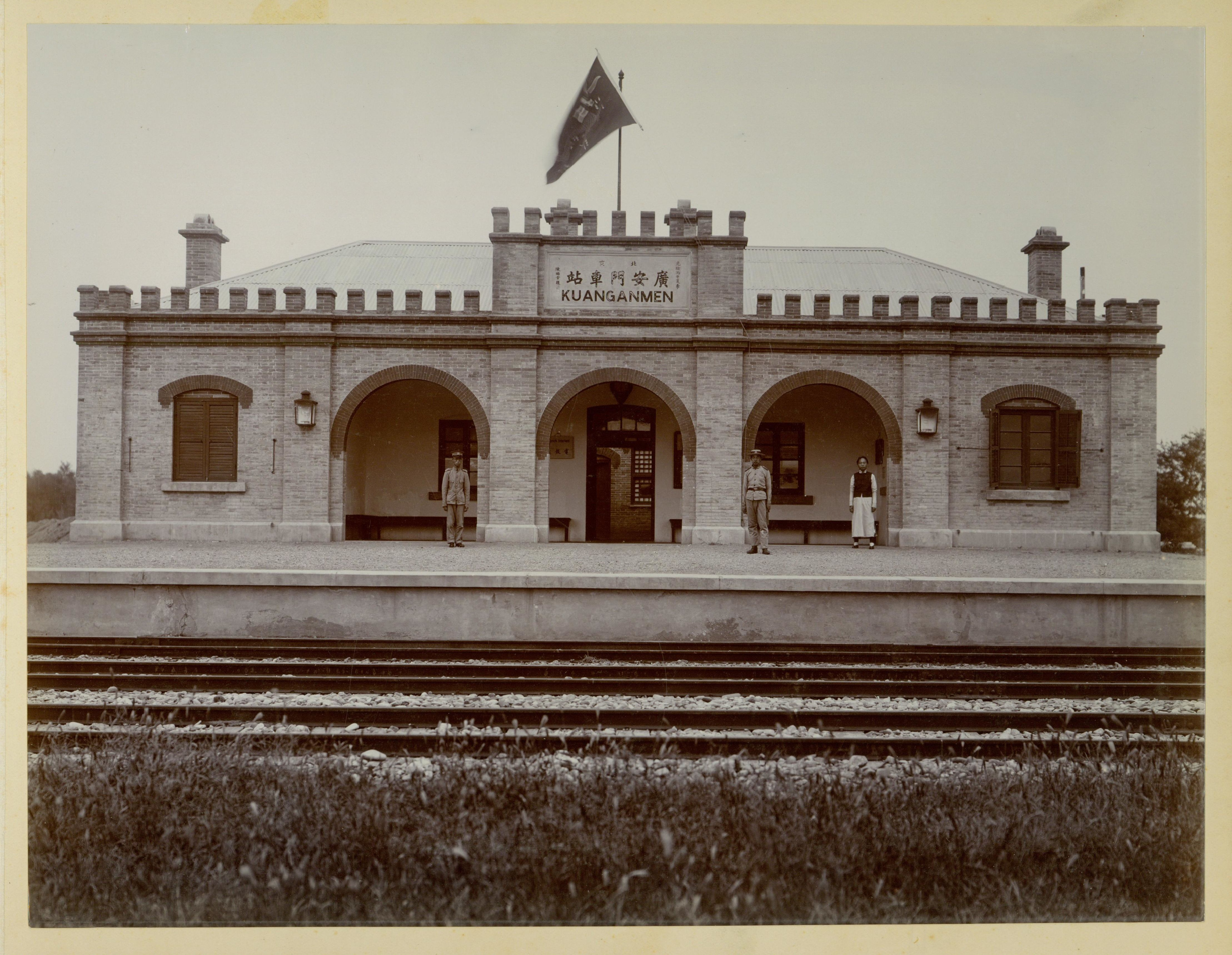
建成初期的京张铁路广安门站，该站现被编为京九铁路

全长55公里，起点位于丰台站东侧的柳村60号桥。修建过程中，工程需要借用关内外铁路的部分场地和设施，经谈判之后，京张铁路每年须向关内外铁路支付200两白银的租借费用。1906年9月30日，该段线路建成通车:38。期间由京张铁路总局设计的西直门站于1905年开建，并于1906年建成:483。

#### 第二段：南口至岔道城段
全长16.5公里，其中关沟段为施工最难的地段。詹天佑为方便指挥施工，而特地将总工程司办事处搬到了南口:38。为了配合铁路建设，1906年，南口地区开始生产石碴:357，同年相配套的机车制造厂“京张制造厂”正式建厂:372。在设计穿过军都山的铁路线路时，詹天佑采用了人字形展线，并采用33‰大坡度越岭。该设计成功将八达岭隧道的设计长度从1800米缩短至符合当时施工能力的1090.5米:205-206:241。在开凿八达岭隧道之前，日本人雨宫敬次郎和英国人金达都曾以隧道开凿难度过大为由向詹天佑推荐外国机械和承包商。实际工程中，詹天佑依然采用全华班人工操作，在开凿时除去山体两端的开凿面外，詹天佑还在山顶选凿了大小两个竖井，从而从隧道内侧增加了四个开凿面，其中大竖井深达33米，直径3.05米，每日挖掘0.9米。竖井在此后配以鼓风机，解决了隧道内的通风问题。隧道打通之后，两个竖井被改造成了通风楼，解决了火车经过的排烟问题。为了加快施工进度，开凿八达岭隧道时施工人员采取轮班制，60人为一班，40人负责开凿和爆破，20人负责运输:38-39。在居庸关一段，为避免拆毁民房，詹天佑的规划线路选择在附近山体穿凿隧道。在开凿过程中施工人员疑似发现了早年他人堵塞住的一条山峡，加之土石松脆，施工难度较大:39-40。1907年时，清廷还下令要求京张铁路局在铁路两侧种植树木:149。1908年4月14日，全长367米的居庸关隧道贯通。5月22日，全长1090.5米的八达岭隧道贯通，在此之前，长141米的石佛寺隧道、46米的五桂头隧道均已凿通:39-40。

#### 第三段：岔道城经怀来到张家口
全长129.7公里。该段工程在第二段工程建设期间就已经开工，第二段完工之后，大量施工材料经由铁路运送至工地，加快了施工进度。该段铁路中，以怀来河大桥和鸡鸣山至响水铺段线路为施工关键点。前者经詹天佑设计为一座七孔钢桁梁桥，基础为木桩，墩台为混凝土；后者地形严重限制铁路铺轨，加之容易被洪水冲垮路基，施工时将河床垫高并加以水泥护坡以保证铁路安全。铁路与7月4日正式铺设至张家口站:39-40。

#### 通车

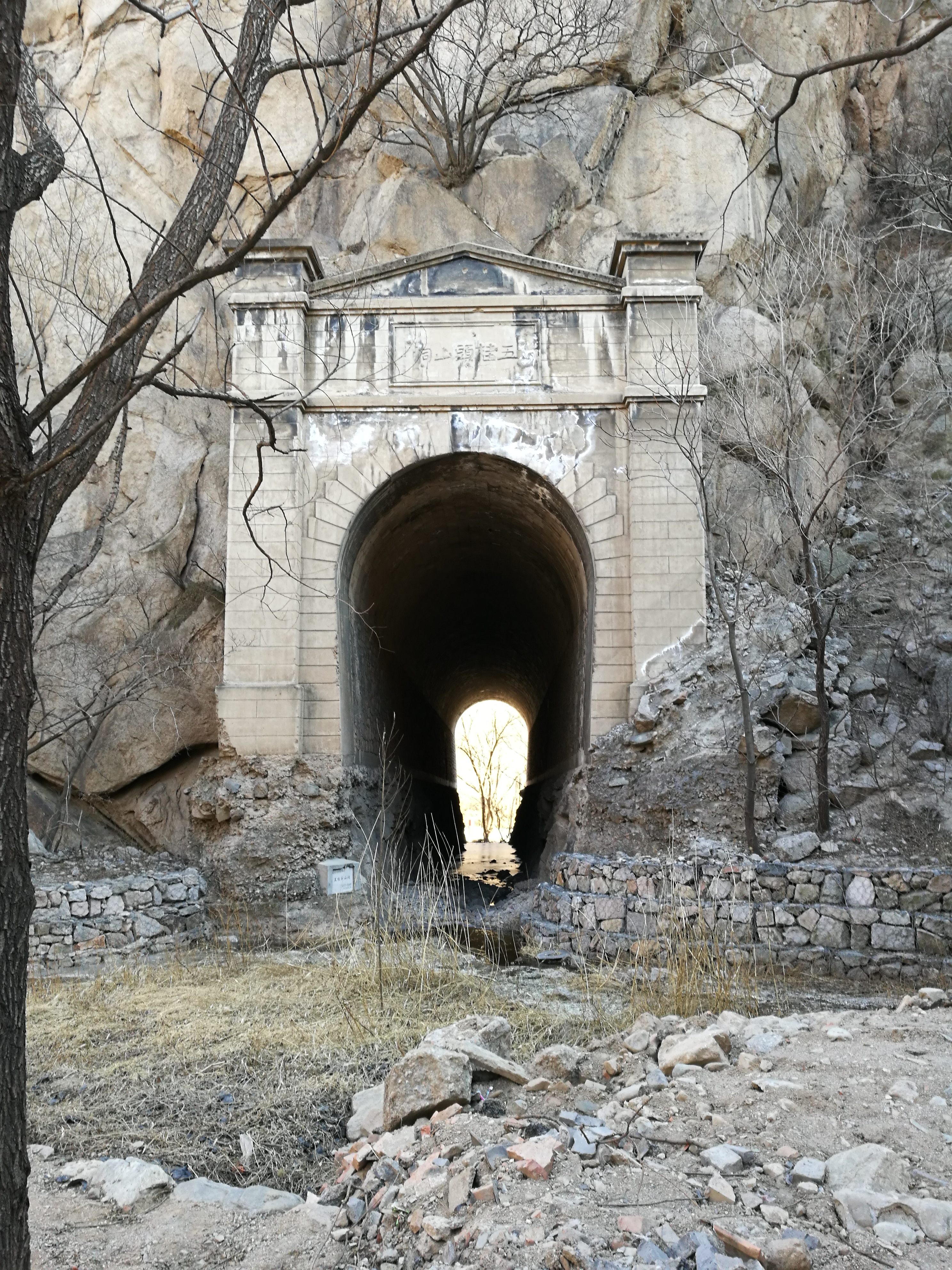
路基被冲毁的原五桂头隧道。

在修造过程中，詹天佑全程亲自查验工程质量。1907年，广东总督岑春煊向清政府申请让詹天佑离开京张铁路，改为协助修建粤汉铁路。该申请遭到袁世凯的极力反对，岑春煊的请求也最终未被同意:916-917。1909年8月11日，全部收尾工作完成，工程竣工。9月19日，邮传部尚书徐世昌率总办詹天佑、会办关冕钧等人乘坐火车逐段验收京张铁路，并于9月21日在张家口举办验收通车茶会。9月24日，京张铁路全线通车。10月2日上午8点，南口站举行通车典礼:12;894，出席的各方人员包括各国驻京津使节、北洋大臣代表、邮传部堂宪等，到会者约一万余人。徐世昌、詹天佑和朱君淇等人在庆祝通车仪式上发表演说:40-43。京张铁路全长共计201.2公里，工程总耗费比729万两的原预算节约了28.9万两，平均每公里造价3.45万两，为当时全国平均造价最低铁路。同时这也是清朝年间第一条也是仅有的一条由中国人自行设计建造并制定规章的铁路:40;423。
京张铁路建成之后承接了多项业务，其中包括从丰台到张家口的邮件运送:211。而清河站的客运和货运业务基本取代了原有的清河水道的业务:659:847。铁路通车后，相配套的石碴等建材生产地也全部停产:357，而京张制造厂则在原来的基础上进一步扩大了生产规模:372。在康庄站建成后，其与延庆州城的道路也随即得到了整修:308。

### 建成后

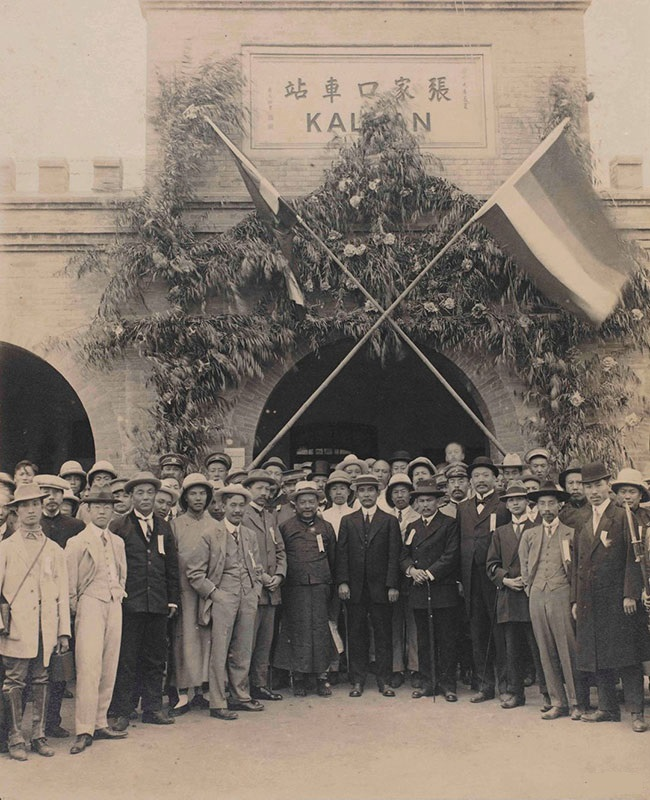
孙中山视察京张铁路时与欢迎人员在张家口车站合影

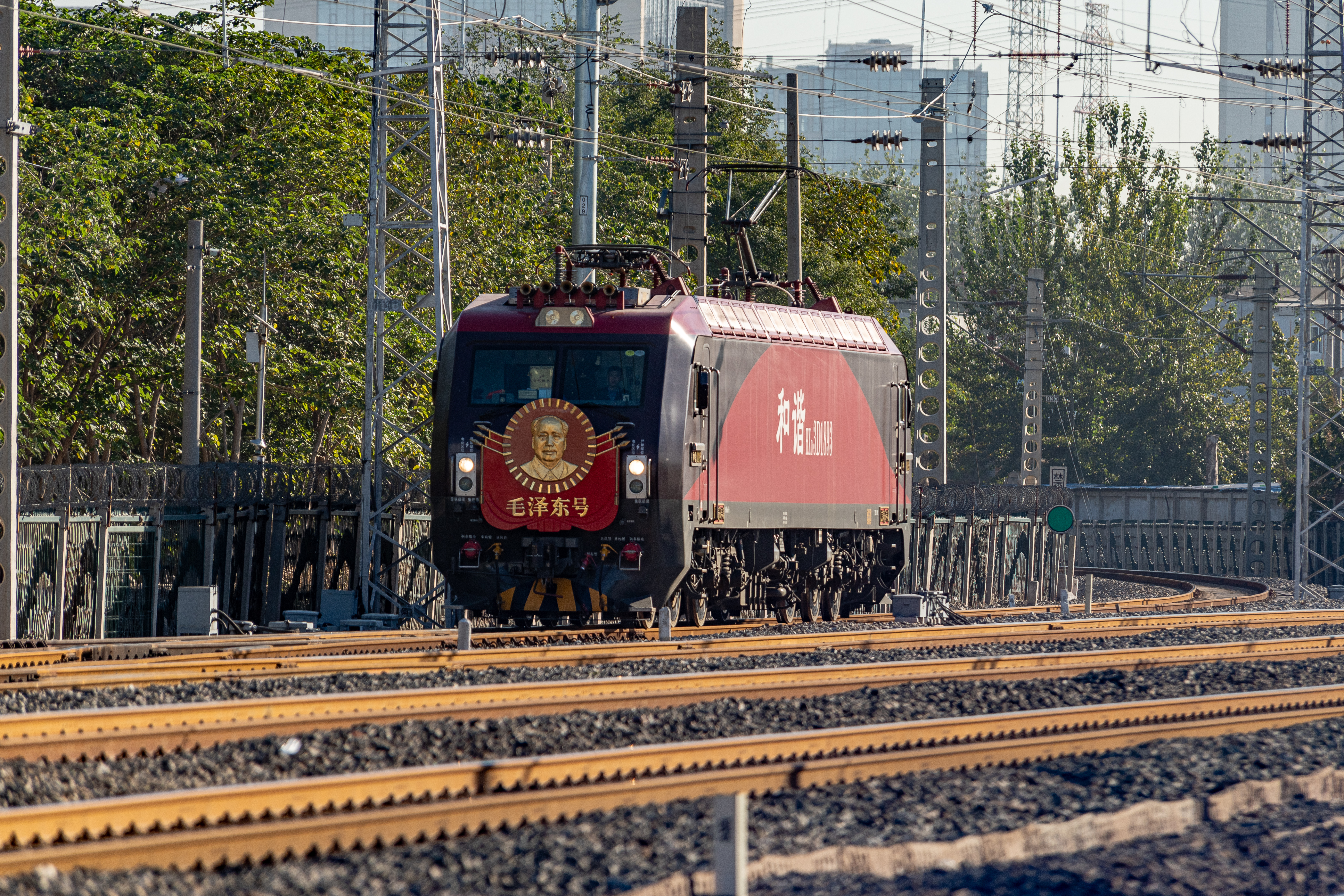
位于柳村的京张铁路零公里点现状（2020年10月）

1910年，京张铁路工程局迁址张家口，更名为张绥铁路工程局，以配合张绥铁路的修建。1912年9月，卸任临时大总统职务后的孙中山有意发展中国铁路事业，在北京与袁世凯会面后，乘火车前往张家口，视察京张铁路。1916年，京张铁路管理局与张绥铁路管理局合并，称京绥铁路管理局，京张铁路成为京绥铁路的一部分。1921年4月，铁路向西延伸至绥远城。1923年1月，铁路向西延伸至包头。1928年，京绥铁路更名为平绥铁路。1924年，下花园站周边因水患而改线6公里。抗日战争爆发后，铁路落入日军之手。1939年7月25日，原京张铁路段因水害而在怀来段改线10公里，五桂头隧道和石佛寺隧道也因被大水冲毁路基被迫废弃。1940年，新修的4座隧道和5座桥梁正式投入使用，限制坡度被从33.3‰提升到了35.8‰:10;44-45。中华人民共和国成立后，全线正式改称京包铁路，原京张铁路成为京包铁路的一段:10;44-45;399。1953年，康庄至狼山段铁路改线，原怀来站被废弃，新建东花园站:44-47。1960年，为了配合清华大学扩建，清华园车站站北铁路改为向东绕行，并在原站南侧修建了新的站房，原址改为货场:658。1968年，为了解决市内交通问题，广安门到西直门的京张铁路被全部拆除，柳村至广安门段铁路（客运运价里程表称丰广线）还在正常运营:48。2016年，为配合京张城际铁路建设，北京五环内的原京张铁路被全部拆除，清华园站也被永久关闭，被拆除的路段地下修建清华园隧道作为京张高铁的隧道，于2019年通车。

### 冬奥会火炬传播
2022年2月3日，两棒火炬通过百年京张铁路老铁轨上行驶的小火车进行传递。2月23日，京张铁路（张家口）观光线项目“小火车”试运行，该项目途径冬奥会火炬铁路线传递150米路线。

## 线路

### 主线
刚建成的京张铁路以柳村的京奉铁路第六十号桥为起点，向北经广安门、西便门、西直门至三才堂，再向北过清河、沙河抵达南口，从南口向北穿过关沟内的居庸关、五桂头、石佛寺和八达岭等四条隧道抵达岔道城，再由岔道城向西北方向抵达康庄，向西过怀来河，经下花园、宣化等地，抵达终点张家口站。建成之初全线共新建14座车站:30-49，由南向北分别为西直门站（现北京北站）、清华园站、清河站、沙河站、南口站、青龙桥站、康庄站、土木站、沙城站、新保安站、下花园站、宣化站、沙岭子站和张家口站，其中青龙桥站是专为列车经过人字形展线而建:47-67。此外，全线还建有125座桥梁、210处涵洞、11座水塔、5座机车库、6处铁转盘、83幢养路工房、12处员工办公室、1座天桥、11口井和2个地磅:30。1912年，关沟段新设东园站、居庸关站、三堡站和西拨子站等四处会让站:44-45，并在南口站、居庸关站、青龙桥站、西拨子站、康庄站站间安装了专用的调度电话:120。铁路旁边立有五种标志，分别为里志牌、坡道牌、桥志牌、放气牌和道拨牌。其中里志牌每隔180丈放置一块；坡道牌用以标识此地坡度，用“上”表示上坡，“下”表示下坡，具体坡度用苏州码子写出；桥志牌用以标志桥梁位置；放汽牌表示司机经过此处必须放汽以警示周围行人；道拨牌表示铁路道闸位置。沿铁路每50里至60里建造一处水塔以供车头使用:58;129。

### 支线
1907年11月，自西直门站接出的京张铁路京门支线正式竣工通车，该支线主要目的是为了从门头沟向北京城运煤。:98。1915年6月，京张铁路环城支线正式动工，并于当年12月完工，次年1月1日通车，全线共设置西直门、德胜门、安定门、东直门、朝阳门、东便门6站，承接货运业务和少量客运业务:183。1959年，北京站迁至现址，东便门到朝阳门段的铁路全部拆除，其余部分的环城支线于1971年建造环城地铁时被拆除:116。京门支线西直门至五路间段也由于同样的原因于1972年被拆除:116-118。

## 运行车型

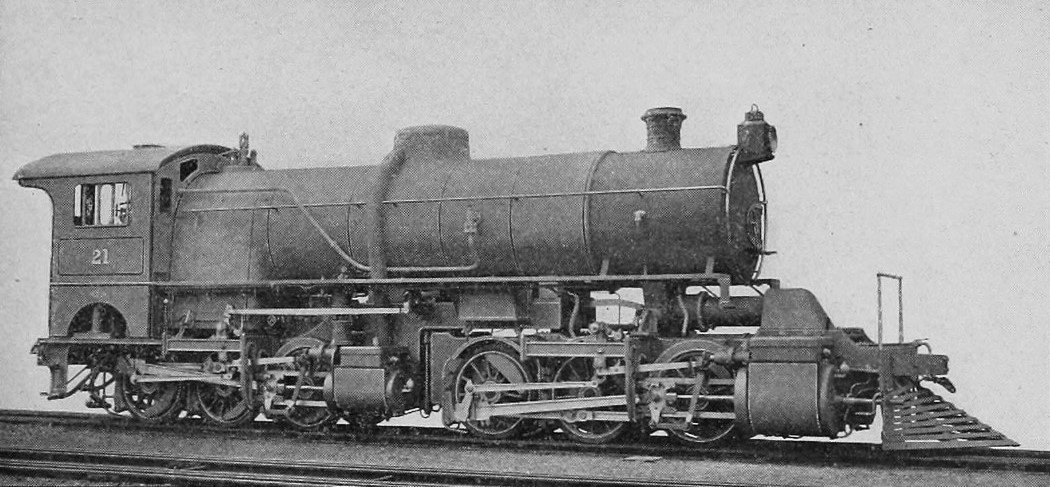
马莱1型蒸汽机车

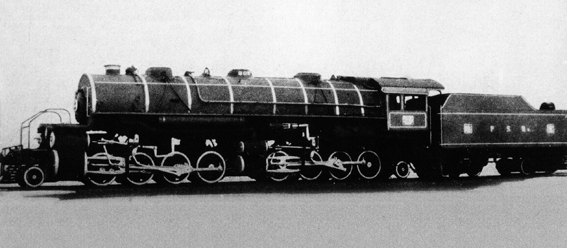
马莱4型蒸汽机车

1907年，詹天佑从英国北英机车公司采购了4台适合在山区行驶的马莱1型蒸汽机车，1911年又采购了更容易通过小弯道的马莱2型蒸汽机车。1914年，美国机车公司专门为京张铁路关沟段制造了7台更适合爬坡的马莱3型蒸汽机车。1921年，关沟段引进了体型更大的马莱4型蒸汽机车。这种机车由于自身重量过大，只能在南口至康庄段之间运行。这些车型自中华人民共和国成立后陆续被替换。至1984年，南口机务段全部被替换为内燃机车。2018年中国铁路调图后，由于京张铁路关沟段属于全国文物重点保护区域，所有非市郊铁路S2线车次撤出关沟，京张铁路关沟段不再有单独的内燃机车行驶，一般情况下仅剩内燃动车组行驶。

## 纪念与保护

### 北京市
1919年，詹天佑在汉口病逝，享年58岁。1922年，中国工程师学会和京绥铁路同人会等组织在青龙桥站修建了一座3米高的詹天佑全身铜像，作为对詹天佑的纪念。1926年，詹天佑的夫人谭菊珍去世，并与詹天佑合葬。1982年，中华人民共和国铁道部、北京铁路局和中国铁道学会等单位詹天佑及其夫人墓从北京西郊的百万庄迁葬至青龙桥车站铜像后的新墓地中，并举行了隆重的迁葬仪式:514。1995年，原京张铁路西直门车站以“平绥西直门车站旧址”之名列入北京市文物保护单位中:715。2007年，首都博物馆、北京日报等合作组织的北京工业遗址调查组在京张铁路沿线发现了百余处文物遗迹。2009年，张家口车站、新保安车站等京张铁路老站房在第三次全国文物普查中被列为工业遗产，同年首都博物馆联合京张铁路沿线各区县的文物委员会，准备将京张铁路整体申报文物保护单位。2013年，京张铁路南口至八达岭段数处建筑遗存以“京张铁路南口段至八达岭段”的名义被中华人民共和国国务院公布为第七批全国重点文物保护单位。2016年，京张铁路被列为文物保护单位或文物普查项目的部分的保护规划开始制订。

### 河北省
2018年2月14日，张家口市境内的京张铁路遗迹，即张家口火车站（北站）、下花园车站、宣化府火车站三者以“京张铁路——张家口段文物遗存”的名义被河北省人民政府公布为第六批河北省文物保护单位。
| 京张铁路沿线文化遗产登录情况一览 | 京张铁路沿线文化遗产登录情况一览 | 京张铁路沿线文化遗产登录情况一览 | 京张铁路沿线文化遗产登录情况一览 | 京张铁路沿线文化遗产登录情况一览 | 京张铁路沿线文化遗产登录情况一览 | 京张铁路沿线文化遗产登录情况一览 |
| 名称                             | 子项                             | 位置                             | 位置                             | 位置                             | 保护级别                         | 备注                             |
| -------------------------------- | -------------------------------- | -------------------------------- | -------------------------------- | -------------------------------- | -------------------------------- | -------------------------------- |
| 平绥铁路西直门站旧址             | 平绥铁路西直门站旧址             | 北京市                           | 北京市                           | 西城区                           | 北京市文物保护单位               |                                  |
| 清华园车站                       | 清华园车站                       | 北京市                           | 北京市                           | 海淀区                           | 北京市文物保护单位               |                                  |
| 清河站老站房                     | 清河站老站房                     | 北京市                           | 北京市                           | 海淀区                           | 海淀区文物保护单位               |                                  |
| 昌平站老站房                     | 昌平站老站房                     | 北京市                           | 北京市                           | 昌平区                           | 昌平区文物保护单位               |                                  |
| 京张铁路南口段至八达岭段         | 南口火车站站房                   | 北京市                           | 北京市                           | 昌平区                           | 全国重点文物保护单位             |                                  |
| 京张铁路南口段至八达岭段         | 南口机车车辆厂近现代建筑遗存     | 北京市                           | 北京市                           | 延庆区                           | 全国重点文物保护单位             |                                  |
| 京张铁路南口段至八达岭段         | 人字形铁路                       | 北京市                           | 北京市                           | 延庆区                           | 全国重点文物保护单位             |                                  |
| 京张铁路南口段至八达岭段         | 青龙桥车站站房及职工宿舍和监工处 | 北京市                           | 北京市                           | 延庆区                           | 全国重点文物保护单位             |                                  |
| 京张铁路南口段至八达岭段         | 詹天佑墓及铜像                   | 北京市                           | 北京市                           | 延庆区                           | 全国重点文物保护单位             |                                  |
| 京张铁路南口段至八达岭段         | （等）                           | 北京市                           | 北京市                           | 延庆区                           | 全国重点文物保护单位             |                                  |
| 龙潭沟44号桥                     | 龙潭沟44号桥                     | 北京市                           | 北京市                           | 延庆区                           | 延庆区不可移动文物               |                                  |
| 西拨子站                         |                                  | 北京市                           | 北京市                           | 延庆区                           | 延庆区不可移动文物               |                                  |
| 康庄站                           |                                  | 北京市                           | 北京市                           | 延庆区                           | 延庆区不可移动文物               |                                  |
| 京张铁路——张家口段文物遗存       | 京张铁路——张家口火车站（北站）   | 河北省                           | 张家口市                         | 桥东区                           | 河北省第六批文物保护单位         |                                  |
| 京张铁路——张家口段文物遗存       | 京张铁路——下花园车站             | 河北省                           | 张家口市                         | 下花园区                         | 河北省第六批文物保护单位         |                                  |
| 京张铁路——张家口段文物遗存       | 京张铁路——宣化府火车站           | 河北省                           | 张家口市                         | 宣化区                           | 河北省第六批文物保护单位         |                                  |